# 鹿儿岛大学医疗技术短期大学部
鹿儿岛大学医疗技术短期大学部（日语：／ Kagoshima Daigaku Iryōgijutsu Tankidaigaku *），简称医短，是过去一所位于日本鹿儿岛县鹿儿岛市的国立短期大学。

## 概要

### 简介
- 源流成立于1958年[1]。短期大学为于1986年开办、由鹿儿岛大学经营。招生到于1998年、停办于2002年[2]。为男女同校。

### 历史
- 1986年 鹿儿岛大学医疗技术短期大学部成立并同时设置三个学科、以下列举。
  - 护理学科
  - 物理治疗学科[注 2]
  - 职能治疗学科[注 3]
- 1998年 招生最后、次年停止招生（正式停办于2002年3月31日[2]）。

## 学校环境
- 校区：在了鹿儿岛县鹿儿岛市[注 1]

## 历任校长
- 石神兼文：第一代短期大学校长[3]。

## 组织

### 学科
- 护理学科
- 物理治疗学科[注 2]
- 职能治疗学科[注 3]

### 专科
| - 没有 |

### 业余课程
| - 没有 |

## 相关链接
- 日本短期大学列表